# Governo do Estado da Bahia
O Governo do Estado da Bahia possui sua sede em Salvador e abrange a estrutura administrativa estadual, de acordo com o estabelecido pela
Constituição Federal e a Constituição Estadual. De forma análoga ao Governo Federal, é composto por três poderes: o Executivo, o Legislativo e o Judiciário. O governador comanda o executivo estadual, o legislativo consiste da Assembleia Legislativa e o judiciário tem como seu órgão máximo o Tribunal de Justiça.
O Poder Executivo paulista é chefiado pelo governador e encontra sua sede no Centro Administrativo da Bahia. O CAB, como é popularmente conhecido concentra grande parte das secretarias estaduais, gabinete do governador, Assembleia Legislativa, o TRE-BA e o TJ-BA, foi construído na primeira gestão de Antônio Carlos Magalhães (PDS), foI projetado pelo arquiteto João Filgueiras Lima. O traçado viário é de autoria de Lúcio Costa.

## Executivo
O Poder Executivo baiano é chefiado pelo governador e encontra sua sede no Centro Administrativo da Bahia. O CAB, como é popularmente conhecido concentra grande parte das secretarias estaduais, gabinete do governador, Assembleia Legislativa, o TRE-BA e o TJ-BA, foi construído na primeira gestão de Antônio Carlos Magalhães (PDS), foI projetado pelo arquiteto João Filgueiras Lima. O traçado viário é de autoria de Lúcio Costa.
O governador e o vice-governador são eleitos por sufrágio universal e voto direto e secreto pela população para mandatos de 4 anos, podendo ser reeleitos para mais um mandato consecutivo. São condições de elegibilidade, para ambos os cargos, a nacionalidade brasileira, o exercício dos direitos políticos, o domicílio eleitoral no estado, a filiação partidária e a idade mínima de 30 anos. As eleições estaduais ocorrem juntamente com as federais.
O atual governador é Jerônimo Rodrigues. Como representante máximo do Poder Executivo, compete ao governador a sanção e veto de leis aprovadas pelo legislativo, a organização e funcionamento da administração, a expedição de decretos e atua ainda como comandante-em-chefe da Polícia Militar, da Polícia Civil e do Corpo de Bombeiros Militar.
O vice-governador é o segundo cargo mais elevado na hierarquia do executivo, sendo eleito na mesma chapa do governador, o qual substitui quando este se encontrar impedido de exercer suas funções. De acordo com a Constituição Estadual, o vice-governador "além de outras atribuições que lhe forem conferidas por lei complementar, auxiliará o governador, sempre que por ele convocado para missões especiais." O cargo é atualmente ocupado por Geraldo Júnior.
O governador é auxiliado pelos secretários na administração do estado. Eles são designados e exonerados conforme convir ao governador, mas as nomeações devem observar três requisitos: o exercício dos direitos políticos, a nacionalidade brasileira e a idade de 21 anos. Não há número mínimo nem máximo de secretários; atualmente, o gabinete de Jerônimo é composto por 25 secretarias.

## Administração Direta
- Atualmente o gabinete de Jerônimo Rodrigues contém 25 secretarias.

| Cargo                                                                             | Titular                  | Partido | Ref                  |
| --------------------------------------------------------------------------------- | ------------------------ | ------- | -------------------- |
| Chefe de Gabinete do Governador                                                   | Adolpho Loyola           | PT      | [ 3 ]                |
| Secretário da Casa Civil                                                          | Afonso Florence          | PT      | [ 4 ] [ 5 ] [ 6 ]    |
| Secretário da Administração                                                       | Edelvino Góes            | -       | [ 7 ]                |
| Secretário da Agricultura, Pecuária, Irrigação, Pesca e Aquicultura               | Wallison Tum             | Avante  | [ 8 ]                |
| Secretário da Assistência e Desenvolvimento Social                                | José Leal                | -       |                      |
| Secretário de Ciência,Tecnologia e Inovação                                       | André Joazeiro           | -       | [ 9 ]                |
| Secretário de Comunicação Social                                                  | André Curvello           | -       | [ 10 ]               |
| Secretário de Cultura                                                             | Bruno Monteiro           | -       | [ 11 ]               |
| Secretário de Desenvolvimento Econômico                                           | Angelo Almeida           | PSB     | [ 12 ] [ 13 ]        |
| Secretária de Desenvolvimento Urbano                                              | Jusmari Oliveira         | PSD     | [ 14 ] [ 15 ]        |
| Secretária da Educação                                                            | Rowenna dos Santos Brito | -       | [ 16 ] [ 17 ]        |
| Secretário da Fazenda                                                             | Manoel Vitório           | -       | [ 18 ]               |
| Secretário da Infraestrutura                                                      | Sérgio Brito             | PSD     | [ 19 ]               |
| Secretária de Infraestrutura Hídrica e Saneamento                                 | Larissa Gomes Moraes     | MDB     | [ 20 ] [ 21 ]        |
| Secretário da Justiça e Direitos Humanos                                          | Felipe Freitas           | -       | [ 22 ]               |
| Secretário do Meio Ambiente                                                       | Eduardo Sodré Martins    | -       | [ 23 ]               |
| Secretário de Desenvolvimento Rural                                               | Osni Cardoso             | PT      | [ 24 ]               |
| Secretário da Administração Penitenciária e Ressocialização                       | José Castro              | MDB     | [ 25 ] [ 26 ]        |
| Secretário do Planejamento                                                        | Cláudio Peixoto          | -       | [ 27 ] [ 28 ]        |
| Secretária de Políticas para as Mulheres                                          | Neusa Cadore             | PT      | [ 29 ]               |
| Secretaria de Promoção da Igualdade Racial e dos Povos e Comunidades Tradicionais | Ângela Guimarães         | PCdoB   | [ 30 ]               |
| Secretário de Relações Institucionais                                             | Jonival Lucas            | MDB     | [ 31 ]               |
| Secretária da Saúde                                                               | Roberta Santana          | PT      | [ 32 ] [ 33 ] [ 34 ] |
| Secretário da Segurança Pública                                                   | Marcelo Werner           | -       | [ 35 ] [ 36 ]        |
| Secretário do Trabalho, Emprego, Renda e Esporte                                  | Davidson Magalhães       | PCdoB   | [ 37 ]               |
| Secretário de Turismo                                                             | Maurício Bacelar         | PV      | [ 38 ]               |

## Administração Indireta

### Autarquias
- AGERBA - Agência Estadual de Regulação de Serviços Públicos de Energia, Transportes e Comunicações da Bahia[39]
- AGERSA - Agência Reguladora de Saneamento Básico do Estado da Bahia[40][41]
- JUCEB - Junta Comercial do Estado da Bahia[42]
- CIS - Centro Industrial do Subaé
- DPT - Departamento de Polícia Técnica
- INEMA - Instituto do Meio Ambiente e Recursos Hídricos
- SAC - Serviço de Atendimento ao Cidadão[43]
- IPAC - Instituto do Patrimônio Artístico e Cultural da Bahia[44]
- CDA - Coordenação de Desenvolvimento Agrário
- IBAMETRO - Instituto Baiano de Metrologia e Qualidade[45]
- CORDEC - Coordenação de Defesa Civil[46]
- DETRAN/BA - Departamento de Trânsito[47]
- IAT - Instituto Anísio Teixeira[48][49]
- SUCAB - Superintendência de Construções Administrativas da Bahia[50][51]
- SEI - Superintendência de Estudos Econômicos e Sociais da Bahia[52]

### Órgãos Extintos
- DERBA - Departamento de Estradas e Rodagem do Estado da Bahia[50][51]
- SUDIC - Superintendência de Desenvolvimento Industrial e Comercial[53]

### Empresas Estatais
- EMBASA - Empresa Baiana de Águas e Saneamento[54]
- DESENBAHIA - Agência de Fomento do Estado da Bahia[55]
- BAHIAINVESTE - Empresa Baiana de Ativos
- CAR - Companhia de Desenvolvimento e Ação Regional
- CONDER - Companhia de Desenvolvimento Urbano do Estado da Bahia[56]
- CERB - Companhia de Engenharia Hídrica e de Saneamento da Bahia[57][58][59]
- BAHIAGÁS - Companhia de Gás da Bahia[60]
- EGBA - Empresa Gráfica da Bahia
- Bahia Pesca
- CBPM - Companhia Baiana de Pesquisa Mineral[61]
- PRODEB - Companhia de Processamento de Dados do Estado da Bahia
- CTB - Companhia de Transportes do Estado da Bahia

### Estatais Privatizadas
- BANEB - Banco do Estado da Bahia[62][63]
- COELBA - Companhia de Eletricidade do Estado da Bahia[64]
- EBAL - Empresa Baiana de Alimentos[65][66][67][68]
- TELEBAHIA - Telecomunicações da Bahia[69]

### Fundações
- FAPESB - Fundação de Amparo à Pesquisa do Estado da Bahia[70]
- FUNDAC - Fundação da Criança e do Adolescente
- FUNCEB - Fundação Cultural do Estado da Bahia
- HEMOBA - Fundação de Hematologia e Hemoterapia do Estado da Bahia[71][72]
- IRDEB - Instituto de Radiodifusão Educativa da Bahia
- FPC - Fundação Pedro Calmon[73]
- BAHIAFARMA - Fundação Baiana de Pesquisa Científica e Desenvolvimento Tecnológico, Fornecimento e Distribuição de Medicamentos[74]

### Universidades
- UESB - Universidade Estadual do Sudoeste da Bahia
- UEFS - Universidade Estadual de Feira de Santana
- UESC - Universidade Estadual de Santa Cruz
- UNEB - Universidade do Estado da Bahia